# Midland City (Alabama)
Midland City város az USA Alabama államában, Dale megyében. Lakosainak száma 2239 fő (2020. április 1.).

## Népesség
A település népességének változása:

| 2010 | 2 344 |
| 2020 | 2 239 |